# Velocidad de conexión
La velocidad de conexión es el promedio de información que se transmite entre dos dispositivos por unidad de tiempo, en un sistema de transmisión.
Normalmente las unidades en las que se mide la velocidad de conexión dependen del campo en el que se esté estudiando.
- En telecomunicaciones se utiliza la unidad de bits por segundo (bit/s). Es bastante frecuente la utilización de diferentes magnitudes como kbit/s (a veces abreviado "kbps") y Mbit/s (a veces abreviado "Mbps")

- En informática es más frecuente la utilización de bytes por segundo (B/s), a su vez los cambios de magnitud también son muy frecuentes, utilizando normalmente kB/s (mil bytes por segundo), MB/s (un millón de bytes por segundo), etc.

La conversión de unidades de bytes/s a bits/s se realiza multiplicando por ocho el valor de bytes/s, y viceversa, la conversión de unidades de bits/s a bytes/s se realiza dividiendo entre ocho el valor de bits/s. 
Como 8 b (bits) equivalen a 1 B (byte), entonces
- 8 kb (kilobits) equivalen a 1 kB (kilobyte)
- 8 mb (megabits) equivalen a 1 MB (megabyte)
- 8 gb (gigabits) equivalen a 1 GB (gigabyte).

## Confusión entre megabit y megabyte
Las empresas que proveen servicios de Internet, tanto en España como en América, suelen aprovechar esta confusión entre el megabit y la unidad usual (el megabyte) y ofrecen sus servicios en la unidad menos común, llamándola engañosamente «mega».
Así, si una empresa ofrece un servicio de 80 «megas» por segundo, no está ofreciendo 80 megabytes por segundo, sino 80 megabits por segundo.
80 Mb/s equivalen a solo 10 MB/s (10 «megas» por segundo):
8 Mb/s = 1 MB/s
80 Mb/s = 10 MB/s
El usuario cree que, con el flujo que le ofrece la empresa (80 «megas» por segundo), podrá descargar una película de 800 «megas» en 10 segundos, pero, en realidad, tardará aproximadamente ocho veces más: ≈80 segundos.
Sin embargo, los megas por segundo que venden las empresas proveedoras de internet no son MBps (megabytes por segundo), sino Mbps (megabits por segundo). El valor de la velocidad de conexión depende de la velocidad establecida por los dispositivos, de la distancia y del tipo de medio de transmisión que se esté utilizando.